# Juan Kouyoumdjian
Juan Kouyoumdjian (* 1971 in Buenos Aires, Argentinien) ist ein weltweit erfolgreicher Segler und Konstrukteur von Regatta- und Fahrtenyachten.
In seiner Jugend segelte Kouyoumdjian auf Optimisten und stieg später auf die Bootsklasse Star um. In dieser Bootsklasse segelt er bis heute erfolgreich.
Aufgrund seiner Leidenschaft für den Segelsport begann er schließlich in Southampton ein Studium in Yachtbau, das er 1993 mit einem Abschluss in „Yacht and Small Craft Design“ beendete. Erste Erfahrungen im America’s Cup sammelte Kouyoumdjian mit dem französischen Team Le Défi bei dessen Teilnahme 1995. Bereits zwei Jahre später gründete er seine eigene Firma Juan Yacht Design. Auch im Jahr 2000 begleitete er die America’s Cup Teilnahme von Le Défi, bevor er 2003 zum konkurrierenden italienischen Team Prada wechselte. Bei der 32. Auflage des America’s Cups war er schließlich Mitglied im Designteam für BMW ORACLE Racing.
Die bisher größten Erfolge erzielte Kouyoumdjian jedoch mit seinen Entwürfen für das Volvo Ocean Race. Für drei Auflagen dieser Regatta entwarf er jeweils die Siegeryacht. Für das Volvo Ocean Race 2011–2012 entwarf er das Design für 3 Yachten.

## Bekannte Entwürfe von Juan Kouyoumdjian

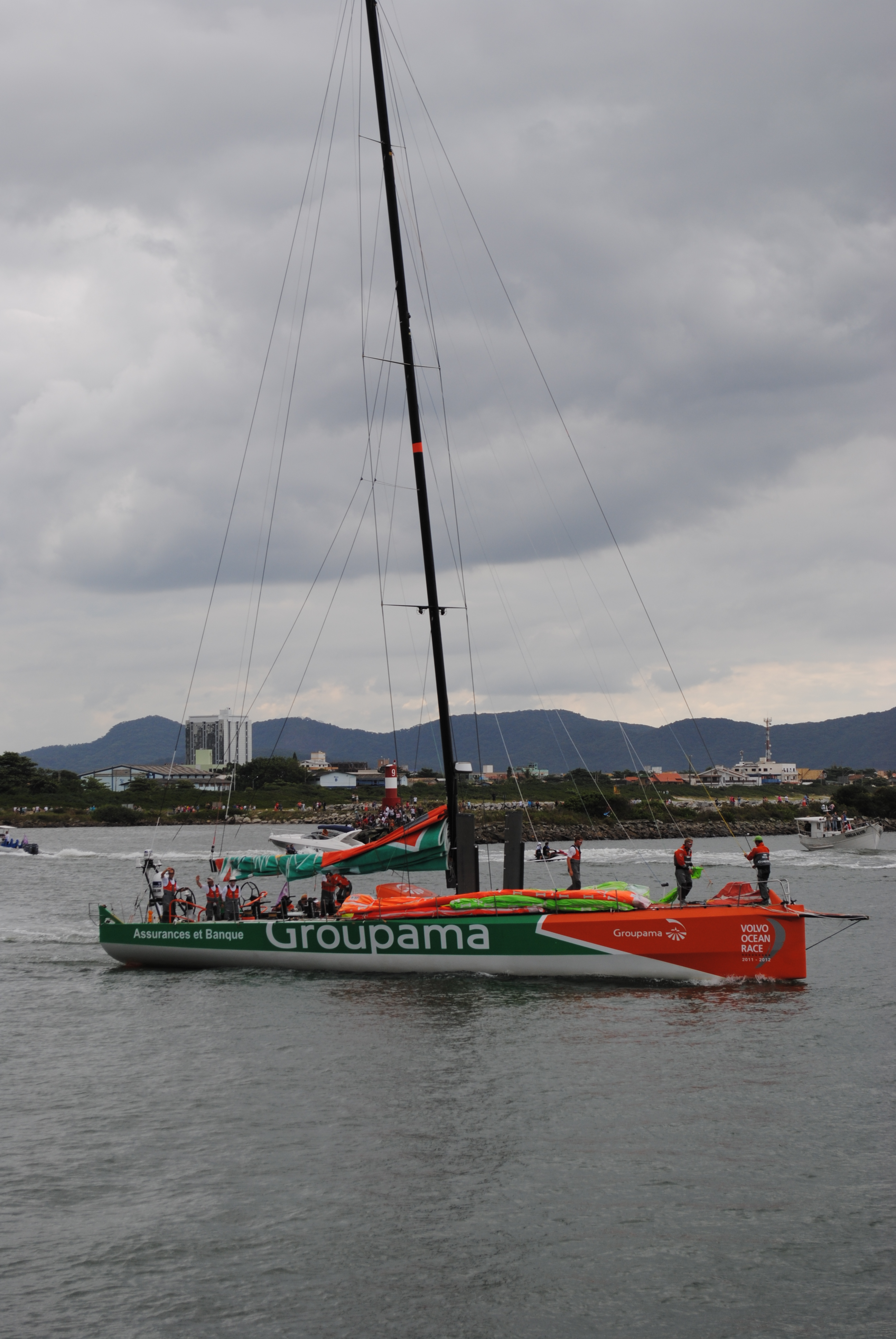
Groupama 4

- ABN AMRO 1, Siegeryacht beim Volvo Ocean Race 2005–2006.
- ABN AMRO 2, Platz 4 beim Volvo Ocean Race 2005–2006 und Geschwindigkeitsrekord mit 563 Meilen in 24 Stunden.[5]
- Pindar, Platz 5 bei der Vendée Globe 2008/2009.
- Ericsson 3, Platz 4 beim Volvo Ocean Race 2008–2009.
- Ericsson 4, Siegeryacht beim Volvo Ocean Race 2008–2009.
- Groupama 4, Siegeryacht beim Volvo Ocean Race 2011–2012
- LawConnect, ex Perpetual Loyal, First Ship Home bei der Sydney-Hobart-Regatta in den Jahren 2016, 2023 und 2024